# Eccellenza Umbria 2023-2024
Il campionato italiano di calcio di Eccellenza regionale 2023-2024 è il trentatreesimo organizzato in Italia. Rappresenta il quinto livello del calcio italiano ed il maggiore in ambito regionale.
Questo è il girone unico organizzato dal Comitato Regionale dell'Umbria.

## Stagione

### Aggiornamenti
Cambio di denominazione:
- da Pol. C4 A.S.D. ad Associazione Calcio Fulgens Foligno A.S.D.[1]

### Formula
Dopo la deroga concessa nelle due stagioni post pandemia di Covid-19, quando il campionato è stato allargato, prima a 18 squadre nel 2021-2022 e poi a 17 squadre nel 2022-2023, si torna al consueto format con 16 partecipanti.

## Squadre partecipanti
| Club                                | Città                                                                      | Stadio                                    | Stagione precedente                                                        |
| ----------------------------------- | -------------------------------------------------------------------------- | ----------------------------------------- | -------------------------------------------------------------------------- |
| A.S.D. Angelana 1930                | Santa Maria degli Angeli di Assisi (PG)                                    | Stadio Giuseppe Migaghelli                | 6º posto in Eccellenza Umbria                                              |
| A.S.D. Atletico B.M.G.              | Bastardo di Giano dell'Umbria (PG) Gualdo Cattaneo (PG) Massa Martana (PG) | Stadio Gianni Romoli (Bastardo)           | 9º posto in Eccellenza Umbria                                              |
| A.S.D. Branca                       | Branca di Gubbio (PG)                                                      | Campo Sportivo Parrocchiale Santa Barbara | 4º posto in Eccellenza Umbria                                              |
| A.S.D. Castiglione del Lago         | Castiglione del Lago (PG)                                                  | Stadio Roberto Giommoni                   | 12º posto in Eccellenza Umbria, retrocesso dopo i play out e poi ripescato |
| AC Città di Castello SSDARL         | Città di Castello (PG)                                                     | Stadio Corrado Bernicchi                  | 18º posto in Serie D/E, retrocesso                                         |
| A.S.D. Ellera Calcio                | Ellera di Corciano (PG)                                                    | Stadio Gianfranco Fioroni                 | 2º posto in Eccellenza Umbria                                              |
| AC Fulgens Foligno A.S.D.           | Foligno (PG)                                                               | Stadio Enzo Blasone                       | 8º posto in Eccellenza Umbria                                              |
| G.S. Lama Calcio A.S.D.             | Lama di San Giustino (PG)                                                  | Stadio Polchi-Laurenzi                    | 10º posto in Eccellenza Umbria                                             |
| A.S.D. Narnese Calcio               | Narni (TR)                                                                 | Stadio Moreno Gubbiotti (sintetico)       | 11º posto in Eccellenza Umbria                                             |
| A.S.D. Nestor Calcio                | Marsciano (PG)                                                             | Stadio Alberto Checcarini                 | 13º posto in Eccellenza Umbria, salva dopo i play out                      |
| A.S.D. Olympia Thyrus San Valentino | Terni                                                                      | Stadio Ovidio Laureti (sintetico)         | 5º posto in Eccellenza Umbria                                              |
| A.S.D. Pierantonio Sport            | Pierantonio di Umbertide (PG)                                              | Stadio Alessio Marinelli                  | 1º posto in Promozione Umbria/A, promosso                                  |
| A.S.D. Pontevalleceppi              | Ponte Valleceppi di Perugia                                                | Stadio Giuliano Borgioni (sintetico)      | 7º posto in Eccellenza Umbria                                              |
| A.S.D. Spoleto                      | Spoleto (PG)                                                               | Stadio Giancarlo Mercatelli               | 2º posto in Promozione Umbria/B, promosso dopo play off                    |
| A.S.D. Tavernelle Calcio            | Tavernelle di Panicale (PG)                                                | Stadio Angelo Moratti                     | 2º posto in Promozione Umbria/A, ripescato                                 |
| A.S.D. Terni Football Club          | Terni                                                                      | Stadio Orlando Strinati (sintetico)       | 1º posto in Promozione Umbria/B, promosso                                  |

## Classifica finale
|  | Pos. | Squadra                      | Pt | G  | V  | N  | P  | GF | GS | DR  |
|  | ---- | ---------------------------- | -- | -- | -- | -- | -- | -- | -- | --- |
|  | 1.   | Fulgens Foligno              | 69 | 30 | 21 | 6  | 3  | 58 | 20 | +38 |
|  | 2.   | Terni Football Club          | 61 | 30 | 18 | 7  | 5  | 43 | 24 | +19 |
|  | 3.   | Ellera                       | 48 | 30 | 13 | 9  | 8  | 53 | 35 | +18 |
|  | 4.   | Atletico B.M.G.              | 46 | 30 | 13 | 7  | 10 | 43 | 38 | +5  |
|  | 5.   | Castiglione del Lago         | 45 | 30 | 12 | 9  | 9  | 35 | 30 | +5  |
|  | 6.   | Pontevalleceppi              | 42 | 30 | 10 | 12 | 8  | 35 | 33 | +2  |
|  | 7.   | Pierantonio                  | 42 | 30 | 12 | 6  | 12 | 27 | 38 | -11 |
|  | 8.   | Angelana                     | 40 | 30 | 10 | 10 | 10 | 28 | 40 | -12 |
|  | 9.   | Narnese                      | 40 | 30 | 9  | 13 | 8  | 33 | 27 | +6  |
|  | 10.  | Tavernelle                   | 37 | 30 | 10 | 7  | 13 | 36 | 35 | +1  |
|  | 11.  | Branca                       | 36 | 30 | 8  | 12 | 10 | 36 | 37 | -1  |
|  | 12.  | Città di Castello            | 35 | 30 | 8  | 11 | 11 | 35 | 34 | +1  |
|  | 13.  | Olympia Thyrus San Valentino | 32 | 30 | 9  | 5  | 16 | 27 | 41 | -14 |
|  | 14.  | Lama                         | 31 | 30 | 8  | 7  | 15 | 28 | 41 | -13 |
|  | 15.  | Spoleto                      | 28 | 30 | 7  | 7  | 16 | 27 | 44 | -17 |
|  | 16.  | Nestor                       | 19 | 30 | 3  | 10 | 17 | 26 | 53 | -27 |

Legenda:

      Promossa in Serie D 2024-2025.
      Ammessa ai play-off nazionali.
 Ammesse ai play-off o ai play-out.
      Retrocessa in Promozione Umbria 2024-2025.
Regolamento:

Tre punti a vittoria, uno a pareggio, zero a sconfitta.
In caso di pari merito per assegnare il 1º posto (promozione diretta) ed il 16º posto (retrocessione diretta) viene disputata una gara di spareggio in campo neutro.
In caso di arrivo di due o più squadre a pari punti, la graduatoria verrà stilata secondo la classifica avulsa tra le squadre interessate, che prevede in ordine i seguenti criteri: 
- Punti negli scontri diretti
- Differenza reti negli scontri diretti
- Differenza reti generale
- Reti realizzate in generale
- Sorteggio

Nei play off e nei play out vige il criterio dei 9 punti di distacco, soglia al di sopra della quale, la sfida non viene disputata e la squadra meglio classificata, a seconda dei casi, o accede alla fase successiva oppure ottiene la salvezza.

## Risultati

### Tabellone
Ogni riga indica i risultati casalinghi della squadra segnata a inizio della riga, contro le squadre segnate colonna per colonna (che invece avranno giocato l'incontro in trasferta). Al contrario, leggendo la colonna di una squadra si avranno i risultati ottenuti dalla stessa in trasferta, contro le squadre segnate in ogni riga, che invece avranno giocato l'incontro in casa.
|                      | ANG  | ATL  | BRA  | CAS  | CDC  | ELL  | FUL  | LAM  | NAR  | NES  | OLY  | PIE  | PVC  | SPO  | TAV  | TER  |
| -------------------- | ---- | ---- | ---- | ---- | ---- | ---- | ---- | ---- | ---- | ---- | ---- | ---- | ---- | ---- | ---- | ---- |
| Angelana             | –––– | 0-2  | 0-0  | 1-1  | 0-0  | 0-0  | 1-3  | 0-0  | 3-2  | 1-1  | 1-0  | 1-1  | 0-0  | 2-1  | 0-0  | 1-1  |
| Atletico BMG         | 3-0  | –––– | 1-1  | 0-0  | 0-1  | 0-0  | 1-3  | 1-2  | 0-0  | 3-2  | 1-0  | 3-0  | 1-0  | 2-0  | 2-3  | 3-4  |
| Branca               | 2-0  | 3-3  | –––– | 1-2  | 2-2  | 1-2  | 1-2  | 2-0  | 0-0  | 4-1  | 0-0  | 2-0  | 0-0  | 2-1  | 2-1  | 1-2  |
| Castiglione del Lago | 5-1  | 0-1  | 2-2  | –––– | 2-1  | 0-2  | 0-2  | 2-0  | 1-1  | 2-1  | 2-0  | 0-1  | 1-1  | 2-0  | 1-1  | 2-1  |
| Città di Castello    | 1-2  | 2-3  | 0-2  | 1-0  | –––– | 1-2  | 1-2  | 3-0  | 1-2  | 1-0  | 1-0  | 1-2  | 1-1  | 4-1  | 2-0  | 1-1  |
| Ellera               | 0-1  | 2-2  | 2-2  | 3-0  | 2-2  | –––– | 2-1  | 2-3  | 2-2  | 2-1  | 5-0  | 4-1  | 3-0  | 3-1  | 0-2  | 1-1  |
| Fulgens Foligno      | 3-1  | 2-0  | 2-0  | 0-2  | 0-0  | 0-0  | –––– | 2-0  | 2-1  | 1-0  | 3-0  | 4-0  | 1-1  | 1-1  | 3-2  | 2-0  |
| Lama                 | 4-1  | 2-3  | 1-1  | 0-1  | 1-0  | 2-2  | 0-2  | –––– | 0-0  | 0-0  | 1-2  | 0-3  | 2-0  | 0-2  | 2-1  | 0-1  |
| Narnese              | 1-2  | 3-0  | 3-0  | 1-1  | 0-0  | 1-0  | 1-1  | 3-2  | –––– | 0-0  | 2-0  | 1-1  | 0-0  | 1-1  | 3-1  | 0-1  |
| Nestor               | 1-4  | 2-2  | 1-1  | 1-1  | 1-1  | 2-1  | 0-5  | 0-1  | 1-0  | –––– | 1-1  | 1-2  | 2-3  | 2-0  | 1-1  | 1-2  |
| Olympia Thyrus SV    | 1-2  | 2-0  | 1-0  | 2-1  | 1-1  | 0-4  | 0-2  | 1-0  | 1-2  | 5-0  | –––– | 2-0  | 1-1  | 3-1  | 0-0  | 0-1  |
| Piernatonio          | 1-0  | 0-3  | 0-1  | 2-0  | 2-2  | 2-0  | 0-2  | 1-2  | 1-0  | 1-0  | 1-0  | –––– | 3-2  | 1-1  | 0-3  | 0-1  |
| Pontevalleceppi      | 0-1  | 1-0  | 1-1  | 1-0  | 0-0  | 2-1  | 3-2  | 1-1  | 2-2  | 4-1  | 3-2  | 2-0  | –––– | 2-0  | 1-3  | 2-1  |
| Spoleto              | 0-2  | 0-1  | 2-0  | 2-2  | 3-2  | 1-2  | 0-2  | 1-0  | 2-0  | 1-1  | 2-1  | 0-1  | 2-1  | –––– | 0-1  | 0-0  |
| Tavernelle           | 3-0  | 1-2  | 3-1  | 0-1  | 0-1  | 1-3  | 1-1  | 2-1  | 0-1  | 2-1  | 0-1  | 0-0  | 0-0  | 2-0  | –––– | 1-2  |
| Terni FC             | 3-0  | 2-0  | 2-1  | 0-1  | 2-1  | 3-1  | 1-2  | 1-1  | 1-0  | 1-0  | 3-0  | 0-0  | 1-0  | 1-1  | 3-1  | –––– |

## Spareggi
I play off non vengono disputati, in quanto la 2ª classificata ha inflitto alla 3ª classificata un distacco in classifica superiore ai 9 punti; ottenendo così l'ammissione diretta ai play off nazionali.

### Play-out
|                   | Risultati |         | Luogo e data                     |
| ----------------- | --------- | ------- | -------------------------------- |
| Città di Castello | 2-1 (dts) | Spoleto | Città di Castello, 5 maggio 2024 |
| Olympia Thyrus SV | 2-1       | Lama    | Terni, 5 maggio 2024             |
|                   |           |         |                                  |